# G2 Esports
 (février 2022).
Motif : Cet article est rédigé dans un style non encyclopédique. La rédaction de certains paragraphes est confuse et dans un ton journalistique. Aussi, les noms et pseudonymes des joueurs sont très souvent cités ce qui peut gêner la lecture de l'article. Il faut essayer d'aller à l'essentiel.
G2 Esports, plus couramment abrégé G2 et anciennement appelé Gamers2, est une équipe européenne d'esport basée à Berlin, en Allemagne, fondée le 24 février 2014 par l'ancien joueur professionnel espagnol de League of Legends Carlos "ocelote" Rodríguez Santiago et l'investisseur allemand Jens Hilgers. Le club est connu pour sa capacité à performer sur la quasi-totalité des jeux dans lesquels il s'est investi, notamment sur League of Legends, où le club est finaliste du championnat du monde en 2019 et club le plus titré d'Europe, mais aussi sur Counter-Strike (avec plusieurs tournois majeurs à son actif), Rocket League (triple finaliste des championnats du monde) ou encore Rainbow Six: Siege (double champion du monde). Fondé et basé à ses débuts à Las Rozas de Madrid, en banlieue de Madrid, le club ferme ses locaux en Espagne et s'installe à Berlin en 2018. Le club ne possède plus d'ancrage national depuis lors et il est aujourd'hui courant de désigner G2 comme une organisation européenne voire allemande plutôt qu'espagnole. Bien qu'Européen, le club possède également plusieurs divisions en Amérique du Nord.

## Histoire
Gamers2 est créé le 24 février 2014. D'abord présente sur League of Legends, la structure se dote d'une équipe sur Counter-Strike: Global Offensive à la suite d'un partenariat avec Kinguin en 2015,. La même année elle change de nom pour devenir G2 Esports.
Fondée en Espagne, l'organisation se délocalise en Allemagne en 2018.

## Logos

2013-2015
2015
2015-2019
depuis 2019

## Divisions actuelles

### League of Legends
Ancien joueur de SK Gaming et fondateur de G2 Esports, Carlos « ocelote » Rodríguez lance sa première équipe d'esport sur le jeu League of Legends en date du 24 février 2014. Le fondateur espagnol fait partie de la première équipe en compagnie de Jwaow, Morden, Yuuki60 et Dioud. Ensemble, ils jouent sous le nom Gamers2.
Après plusieurs départs et arrivées, l'équipe est dissoute le 17 février 2015 et est rapidement remplacée par l'acquisition de l'équipe Team Nevo composée de Smittyj, Gilius, Eika, Jebus et Hiiva. Le 2 juin, Perkz rejoint Gamers2 accompagné de Jesiz. Perkz sera un joueur clé de la formation dans le futur, et l'équipe 2018 sera formée autour de lui.
En 2016, G2 Esports se qualifie pour le segment de printemps des League of Legends Championship Series Europe (LCS EU). Dès sa première participation, le club espagnol remporte la compétition en battant Origen (en) en finale. L'équipe entame une période de domination au niveau européen, la formation gagne quatre titres européens consécutifs, du segment de printemps 2016 au segment estival 2017 des LCS EU. Sur le plan international, l'équipe finit vice-championne du MSI 2017, s'inclinant trois parties à une en finale face à SKT T1, équipe alors considérée comme la meilleure du monde. Ces résultats n’empêchent pas G2 de changer l'intégralité de son équipe à l'exception de Perkz pour la saison 2018.
Malgré une très bonne deuxième place durant la saison régulière du segment de printemps 2018 (perdant 0-3 face à Fnatic), l'équipe est éliminée dès les quarts de finale par Misfits (0-3). Cependant, elle réussit à se qualifier pour les Worlds 2018 en passant par le championnat régional en battant Splyce (en) au round 2 (3-2) et Schalke04 (3-1) en finale.
G2 se qualifie pour les phases de groupes des Worlds en finissant 1er de son groupe.
Pendant les groupes, G2 finit 2e de son groupe (3-3) et gagne son tiebreaker contre Flash Wolves pour atteindre les quarts de finale. Leur adversaire est l'équipe considérée comme la meilleure au monde du moment et grande favorite du tournoi : Royal Never Give Up (RNG). Le match atteint la 5e game et se conclut par la victoire surprise de G2. Néanmoins, ils sont éliminés en demi-finales par le futur vainqueur : Invitcus Gaming (3-0).
La saison 2019 démarre par l'arrivée des franchises en Europe (déjà en place notamment en NA) et le renommage des LCS EU en LEC (League of Legends European Championship.). La candidature de G2 est acceptée parmi les 10 places disponibles (avec notamment Fnatic, Misfits et le retour d'Origen et SK Gaming). G2 en profite pour changer encore son équipe. Hjarnan et Wadid quittent l'équipe, tandis que Perkz, midlaner de formation, devient AD Carry. Caps, le midlaner de Fnatic, rejoint G2 accompagné de Mikyx, ancien support de Misfits.
Les premières semaines du Spring Split dévoilent une domination extrême de G2, gagnant tous leurs matchs les quatre premières semaines, 1ers au classement avec un score de 8 victoires pour 0 défaites. Ils battent le record européen de la partie la plus courte contre Fnatic, gagnant en un temps de 20 minutes et 35 secondes. Lors de la 5e semaine, G2 perd son premier match de la saison contre Origen. La fin de la saison est moins calme que le début, avec quelques défaites. G2 finit à la première place avec un score de 13-5, se qualifiant pour le match opposant les 2 premiers du split dont le vainqueur (ici, G2 sur le score de 3-0) est directement envoyé en finale.

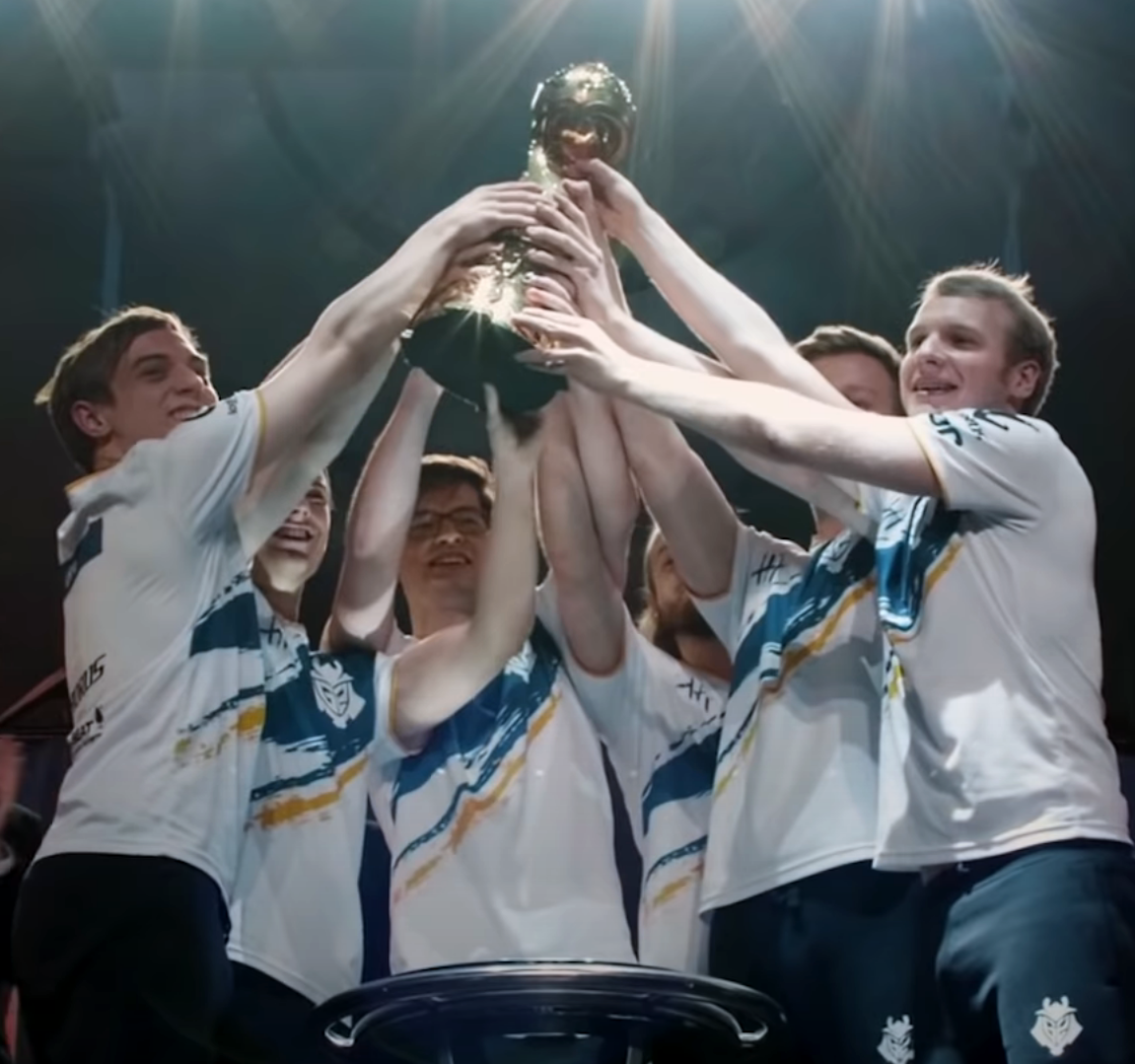
Les joueurs de G2 soulevant le trophée du Mid-Season Invitational 2019.

La finale oppose G2 à Origen (qui s'est qualifié en battant Fnatic en demi-finale) et fut aussi à sens unique : 3-0 pour G2, battant même Origen en 18 minutes et 31 secondes lors de la 3e game, synonyme une nouvelle fois de record européen de vitesse. Grâce à cette victoire, G2 Esports se qualifie pour le MSI 2019, où ils jouent contre SKT T1, Invictus Gaming, Team Liquid, Phong Vu Buffalo et Flash Wolves. Après avoir éliminé SKT T1 en demi-finales sur le score de 3-2, G2 dispose des Américains de Team Liquid 3-0 dans ce qui devient alors le Best of Five (Bo5) le plus rapide dans une compétition internationale officielle de League of Legends : 70 minutes et 43 secondes. L'équipe devient ainsi la première européenne à remporte le MSI; c'est également la première victoire européenne dans un tournoi international depuis les tout premiers championnats du monde remportés par Fnatic en 2011.
Lors du Championnat du monde de 2019, G2 accède à la finale en battant notamment SKT T1 lors d’une demi finale sur le score de 3-1.
L'équipe s’incline néanmoins lourdement face à l'équipe chinoise FPX (en) sur le score de 0-3 lors de la grande finale à Paris, défaite marquée par une forte domination des chinois sur les trois parties.
L'équipe conserve tous ses joueurs pour la saison 2020, au cours de laquelle elle échoue en demi-finale des championnats du monde, face à l'équipe coréenne DAMWON Gaming, futurs vainqueurs de la compétition cette année. Elle remporte cependant une nouvelle fois les deux titres européens, battant leurs éternels rivaux Fnatic sur le score de 3-0 au Spring comme au Summer Split. À l'issue de la saison, Perkz quitte l'équipe. Il est remplacé par Martin « Rekkles » Larsson.
En 2021, G2 Esports présente une équipe impressionnante sur le papier et s'avance comme favori une nouvelle fois. Néanmoins, la synergie avec Rekkles, pourtant une star à son poste, est peu visible, et à l'image de Wunder l'équipe joue en-dessous de son niveau habituel. Malgré une première place en saison régulière à égalité avec Rogue, G2 finit 3e du Spring Split. Au Summer Split, l'équipe finit 2e ex æquo de la saison régulière avec Misfits et MAD Lions, champions au Spring. Elle s'incline face à Fnatic (2-3) pendant les play-offs du Championnat d'Europe et finit ainsi en quatrième position. En conséquence, G2 ne peut pas accéder aux Championnats du Monde cette année là.
L'équipe est une nouvelle fois reconstruite en 2022. BrokenBlade, Flakked et Targamas sont recrutés pour jouer aux côtés de Jankos et Caps. Le coaching staff est également modifié avec notamment les arrivées de Romain Bigeard comme directeur de l'équipe League of Legends et Dylan Falco comme Head coach. Les joueurs semblent rapidement bien jouer en équipe, et G2 finit 4e de la saison régulière, se qualifiant ainsi en playoffs.
Malgré la présence de deux équipes très puissantes sur le papier qualifiées de « super teams », Vitality et Fnatic, et une première défaite 3-1 contre ces derniers, G2 semble élever son niveau de jeu lors de ces éliminatoires. Descendus en loser bracket à la suite de ce premier Bo5, ils triomphent successivement de Vitality, Misfits, Fnatic et enfin Rogue en finale, et ce quatre fois d'affilée sur le score de 3-0. G2 décroche ainsi son 9e titre européen et obtient un billet pour participer au MSI 2022.
G2, après cette épopée du printemps, se voit attribuer la 1re place de la saison régulière. Grâce à cela, l'équipe obtient un billet vers New York pour les Worlds 2022. Les samouraïs obtiennent facilement un accès à la finale des playoffs de la LEC, qui, pour la première fois depuis le début de la crise sanitaire de la Covid-19, se jouera à Malmö. Malheureusement, ils s'inclinent face à Rogue en se faisant 3-0. Le passage aux Worlds de G2 est complexe, où ils ne parviennent à s'emparer que d'une victoire sur 6 matchs joués durant la phase de groupe, signant ainsi la fin de la saison pour eux.
Pour 2023, l'équipe se veut ambitieuse. Le first blood king Jankos quitte G2 pour l'équipe remplaçante de Misfits : Team Heretics. Flakked suivra le même chemin que Jankos et rejoindra l'équipe académie de cette dernière. Quant à Targamas, il s'envole vers l'équipe britannique Excel. À leurs places, on retrouve notamment Mikyx en tant que Support, 1 an après son départ, Hans Sama en ADC, après une année décevante chez Team Liquid, ainsi que Yike, qu'on retrouvera dans la Jungle, après une année exceptionnelle chez LDLC OL en LFL.
Avec le nouveau format de la LEC qui s'est installé pour 2023, les samouraïs ont pu montrer qu'ils sont très dominants. Ils ont notamment gagnés face à Jankos et Team Heretics en à peine 18 minutes et 45 secondes, ce qui fait de cette partie l'une des plus rapides, toutes ligues confondues. Ils finissent tout de même 4e de la saison régulière avec un score de 6-3. Ils accèdent donc à la prochaine phase, qui fut simple pour les samouraïs ; ils se montrent en forme face à BDS et MAD Lions. Ils atteignent les playoffs où ils se retrouvent face à KOI, qu'ils batteront 3-1. L'équipe s'envole donc en finale, où ils réaffronteront MAD Lions, et le match fut largement en faveur de G2. Ils remportent donc un 10e titre en LEC après leur victoire 3-0 face aux Lions Madrilènes et obtiennent un ticket vers Londres et le MSI 2023.
Le Spring Split débute et, encore une fois contre Team Heretics, G2 mais surtout  Hans Sama  démarre très bien sa saison, où l'ADC fera même un pentakill sur Draven. Les samouraïs finissent la saison régulière à la 3e position, avec le même score que le split précédent. Après s'être fait bougés par KOI lors de la première partie de la phase de groupe en s'inclinant 2-1, G2 parvient à remonter le loser bracket après une victoire sans soucis face à SK Gaming et face à KOI. Ils arrivent en playoffs, où ils s'inclineront 3-2 durant le match remake de la finale du Winter Split contre MAD Lions. Ils seront donc seed 2 de la région EMEA aux Mid-Season Invitational 2023, à Londres, et seront dans les play-ins.
Avant le début du MSI, l'équipe annonce un maillot spécial pour la compétition, qui s'est fait en partenariat avec DC Comics. G2 se retrouve dans les play-ins du MSI face à l'équipe brésilienne LOUD et s'en sort sans trop de difficultés, malgré une petite frayeur sur la première partie qui semblait perdue pour les samouraïs mais qui sera finalement gagnée grâce au Darius de BrokenBlade. Ils finissent le BO3 2-0 et avancent vers la suite des play-ins et affronte le PSG Talon. Les joueurs de G2 Esports avaient une revanche à prendre sur l'équipe franco-hongkongaise, après les matchs perdus durant le MSI 2022 face à cette équipe. Ce fut un très bref 2-0 infligé par G2 et ils avancent donc vers le bracket stage. Ils se retrouveront face à GenG mais ils devront s'incliner 3-1 face à l'équipe coréenne. Ils descendent en loser bracket et retrouve MAD Lions, à qui les samouraïs infligeront un 3-0 pour avancer dans ce bracket. Ils se retrouvent face à l'équipe de LPL BLG (en), qui stopperont les G2 dans leur élan, malgré un BO5 plutôt contesté avec un score final de 3-1.
| Nat. | Pseudo      | Nom                | Rôle    | Date d'entrée    |
| ---- | ----------- | ------------------ | ------- | ---------------- |
|      | BrokenBlade | Sergen Çelik       | Top     | 3 décembre 2021  |
|      | SkewMond    | Rudy Semaan        | Jungler | 11 décembre 2024 |
|      | Caps        | Rasmus Winther     | Mid     | 29 novembre 2018 |
|      | Hans Sama   | Steven Liv         | ADC     | 22 décembre 2022 |
|      | Labrov      | Labros Papoutsakis | Support | 11 décembre 2024 |

|  | Dylan Falco | Dylan Falco      | Head Coach | 2 décembre 2021 |
|  | Duffman     | Christopher Duff | Coach      | 8 décembre 2023 |

#### G2 Hel
G2 annonce le 1er septembre 2022 une nouvelle équipe compétitive sur le jeu League of Legends, G2 Hel, dont le nom est inspiré de la déesse Hel. Il s'agit de l'ancienne line-up de Burger Flippers, une équipe étant entièrement féminine. G2 anticipe un futur circuit féminin de la part de Riot Games, puisqu'au moment de la signature de l'équipe celle-ci ne s'inscrit sur aucun circuit du jeu. Le 14 décembre, l'équipe se voit dotée d'un Head Coach du nom de Quaye.
Du 16 mars 2023 au 18 mars 2023 a eu lieu le GIRLGAMER 2023 Bahrain Festival, où G2 Hel affronte quatre autres équipes féminines venant des quatre coins du monde. Elles finiront 2e de la compétition, en perdant face à l'équipe coréenne Kingnigatasa.
Le 25 mai 2023, G2 Esports annonce que Agnė « Karina » Ivaškevičiūtė est bench, au profit de Marta « Shiina » Mesas Garrido. Finlay « Quaye » Stewart, Head Coach de G2 Hel, et Thibault « Tibalt » Pulcini, Manager de l'équipe, laissent leurs places à Žygimantas « KNOK1 » Kriščiūnas, nouveau Head Coach du roster féminin.
C'est le 27 et 28 mai 2023 que cette équipe fraîchement renouvelée va devoir faire ses preuves, durant les PATHFINDERS 1, où 8 équipes européennes s'affrontent. Les G2 Hel se retrouvent premièrement face aux Frenchs Bees, l'équipe féminine de Vitality, et les battent 2-0. Il s'ensuit le match face à BIG Chroma, qui se conclut par un autre 2-0. L'équipe se retrouve en finale face à QLASH Midnight, qu'elles battront 2-1.
| Nat. | Pseudo    | Nom                 | Rôle     | Date d'entrée      |
| ---- | --------- | ------------------- | -------- | ------------------ |
|      | Lizia     | Olivia Calistus     | Top      | 1er septembre 2022 |
|      | Shiina    | Marta Mesas Garrido | Jungle   | 25 mai 2023        |
|      | Sha       | Manon Legaignoux    | Mid      | 18 janvier 2024    |
|      | Caltys    | Maya Henckel        | AD Carry | 1er septembre 2022 |
|      | Colomblbl | Ève Monvoisin       | Support  | 1er septembre 2022 |

|  | Emtest | Adam Emtestam         | Coach           | 18 janvier 2024 |
|  | KNOK1  | Žygimantas Kriščiūnas | Manager & Coach | 23 mai 2023     |

### Counter-Strike: Global Offensive
G2 Esports se lance dans Counter-Strike: Global Offensive le 11 février 2015 en achetant les joueurs polonais d'ex-ESC. La structure se sépare de l'équipe en août et acquiert les joueurs de la Team Kinguin un mois plus tard. G2 termine 3e-4e à la DreamHack Open: Cluj-Napoca 2015.
Le 20 janvier 2016, G2 Esports annonce que leur équipe composée de : Maikelele, fox, rain, jkaem  et  aizy passe sous la tutelle de la structure nord-américaine FaZe Clan. G2 annonce alors une nouvelle équipe francophone le 1er février 2016 qui comprend l'ancienne équipe de Titan,. Le 9 avril, peu après s'être classé 9-12 au « Major » de la Major League Gaming (MLG: Columbus), G2 annonce que bodyy remplacerait Ex6TenZ. G2 se classe deuxième aux finales de la saison 3 de l'ESL Pro League le 16 mai 2016 après avoir perdu 2-3 face à Luminosity Gaming en grande finale.
Le 26 juin 2016, G2 Esports remporte la saison 1 de la série Esports Championship Series (ECS) après avoir battu Luminosity en finale.
Le 3 février 2017, trois joueurs de Team EnVyUs rejoignent G2 Esports. kennyS , apEX et NBK formant ainsi l'équipe appelée « French Super Team ». Les joueurs remplacés sont ScreaM et RpK, qui ont tous deux rejoint Team EnVyUs et SmithZz qui devient le coach de l'équipe.
Mais avec la blessure de shox au poignet (kyste), G2 le remplace par mixwell, un espagnol parlant très bien le français.
Le 4 juin 2018, shox obtient ce qu'il veut : une équipe chez G2 avec Ex6TenZ et SmithZz. L'ancien leader-in-game des G2 souhaite effectuer ces deux changements, mais est finalement écarté par les siens pour laisser la place à mixwell. Un remplacement qui ne convainc pas et qui permet à shox d'avoir sa chance avec cette composition. Comme prévu, kennyS est aussi de la partie, tout comme bodyy, au départ réticent au projet mais qui finit par se laisser,.
Après des résultats décevants, SmithZz et Ex6TenZ sont remplacés par JaCkz et Lucky de 3DMAX le 26 novembre 2018, pour redonner de l'élan à l'équipe.
Le 7 mars 2019, et après presque 3 ans dans l'équipe, bodyy est remplacé par AmaNEk après les WESG 2019.
Le 28 octobre 2020, alors que la rumeur courait depuis quelques semaines, G2 annonce officiellement le recrutement de NiKo évoluant chez FaZe Clan. Ce dernier est par ailleurs le cousin de huNter- arrivé dans la structure un an plus tôt. À la suite de l'arrivée de NiKo, Jackz bascule en tant que joueur inactif pour laisser place au nouvel arrivant le 7 décembre 2020.
Le 4 mars 2021, après avoir passé un peu plus de 4 ans en tant que joueur actif de l'équipe CS:GO, kennyS passe en tant que joueur inactif de l'équipe, Jackz vient donc le remplacer. En fin d'année, G2 fait de nouveau ajustement en se séparant de maLeK, son coach.
En novembre 2021, l'équipe se qualifie pour les demi-finales du Major de Stockholm après avoir battu l'équipe Ninjas in Pyjamas.
En janvier 2022, il recrute, le jeune russe, m0NESY, échange nexa contre Aleksib, le capitaine d'OG, et enfin, XTQZZZ devient le nouveau coach de l'équipe. À la suite de ces changement, AMANEK passe inactif: 
En 2023 : Aleksib et JaCkz quittent le roster, jks et Hooxi les remplacent, Swani remplace XTQZZZ en tant que coach,. Fin 2023 nexa remplace jks en tant que rifler et TaZ prends le rôle de swani en tant que coach.[réf. nécessaire]
| Nat. | Pseudo  | Nom              | Rôle          | Date d'entrée     |
| ---- | ------- | ---------------- | ------------- | ----------------- |
|      | nexa    | Nemanja Isaković | Rifler        | 21 novembre 2023  |
|      | huNter- | Nemanja Kovač    | Rifler        | 30 septembre 2019 |
|      | NiKo    | Nikola Kovač     | Rifler/Sniper | 28 octobre 2020   |
|      | m0NESY  | Ilya Osipov      | Sniper        | 3 janvier 2022    |
|      | Hooxi   | Rasmus Nielsen   | Rifler        | 16 juillet 2022   |

|  | TaZ | Wiktor Wojtas | Coach | 16 décembre 2023 |

#### G2 Oya
En 2023, G2 Esports lance sa 3e équipe féminine, les G2 Oya sur Counter-Strike: Global Offensive. Oya est une référence à la déesse des tempêtes. L'équipe est dirigée par Julia « juliano » Kiran qui reprend sur le jeu après un an sur Valorant au sein de G2 Gozen, elle est accompagnée de son ancienne partenaire Zaaz, elle aussi passée par la section Valorant de l'équipe.
| Nat. | Pseudo  | Nom                   | Rôle    | Date d'entrée |
| ---- | ------- | --------------------- | ------- | ------------- |
|      | juliano | Julia Kiran           | Joueuse | 7 mars 2023   |
|      | zAAz    | Zainab Turkie         | Joueuse | 7 mars 2023   |
|      | kr4sy   | Anastasiya Khloystina | Joueuse | 7 mars 2023   |
|      | manka   | Oleksandra Kruspe     | Joueuse | 7 mars 2023   |
|      | kyossa  | Aleksandra Tychanska  | Joueuse | 7 mars 2023   |

|  | Jumpy | Jimmy Berndtsson | Coach | 7 mars 2023 |

### Hearthstone
| \| Nat. \| Pseudo \| Nom \| Date d'entrée \| \| ---- \| ------ \| --------------- \| --------------- \| \| \| Thijs \| Thijs Molendijk \| 15 octobre 2015 \| \| \| Lothar \| Jakub Szygulski \| 15 octobre 2015 \| \| \| Rdu \| Dima Radu \| 15 octobre 2015 \| |        |                 |                 |
| Nat. | Pseudo | Nom             | Date d'entrée   |
| | Thijs  | Thijs Molendijk | 15 octobre 2015 |
| | Lothar | Jakub Szygulski | 15 octobre 2015 |
| | Rdu    | Dima Radu       | 15 octobre 2015 |

### Rocket League
G2 Esports fait l'acquisition des joueurs de l'équipe iBUYPOWER Cosmic, alors championne du monde en titre, avant le début de la saison 2 des RLCS en septembre 2016. L'équipe est alors constituée de Cameron « Kronovi » Bills, Brandon « Lachinio » Lachin et Ted « Over Zer0 » Keil. G2 annonce que l'équipe est la première équipe sur Rocket League à pouvoir vivre du salaire versé par une équipe. À la surprise générale, l'équipe ne parvient pas à se qualifier pour les championnats du monde lors de la saison 2, après avoir terminé la phase de groupe nord-américaine à l'avant-dernière place. À la suite de cette performance décevante, Over Zer0 et Lachinio sont remplacés par Dillon « Rizzo » Rizzo et Jacob « JKnaps » Knapman.
En janvier 2019, Reed « Chicago » Wilen remplace Kronovi en vue de la saison 7 des RLCS. G2 est battu en finale des championnats du monde par Renault Vitality cette saison-là. Lors de la saison suivante, G2 échoue à se qualifier pour les championnats du monde, une première depuis la saison 3. Après s'être maintenue à l'occasion du tournoi de promotion/relégation, l'équipe remporte la saison 9 des RLCS Amérique du Nord en battant Spacestation Gaming en finale. Cette édition des RLCS se termine sans LAN mondiale en raison de la pandémie de COVID-19.
À l'issue des deux premiers splits des RLCS X, Rizzo laisse sa place dans l'équipe au remplaçant Andres « dreaz » Jordan pour se consacrer à la création de contenu. Durant l'intersaison, dreaz s'engage officiellement avec G2 Esports et devient donc titulaire.
| \| Nat. \| Pseudo \| Nom \| Date d'entrée \| \| ---- \| ------- \| ------------------ \| --------------- \| \| \| Chicago \| Reed Wilen \| 7 janvier 2019 \| \| \| Atomic \| Massimo Franceschi \| 2 janvier 2022 \| \| \| JKnaps \| Jacob Knapman \| 22 février 2017 \| |         |                    |                 |
| Nat. | Pseudo  | Nom                | Date d'entrée   |
| | Chicago | Reed Wilen         | 7 janvier 2019  |
| | Atomic  | Massimo Franceschi | 2 janvier 2022  |
| | JKnaps  | Jacob Knapman      | 22 février 2017 |

### Fortnite
En août 2018, G2 se lance sur la scène Fortnite.
| Nat. | Pseudo   | Nom                    | Rôle   | Date d'entrée |
| ---- | -------- | ---------------------- | ------ | ------------- |
|      | Ajerss   |                        | Joueur |               |
|      | Mackwood | Mack Aesoph            | Joueur |               |
|      | Jelty    | Jesus Navarez Espinoza | Joueur |               |
|      | smqcked  | Zach Ebersole          | Joueur |               |
|      | Jahq     | Jack Downs             | Joueur |               |
|      | LeTsHe   | Kevin Fedjuschkin      | Joueur |               |

|  | Cookie | Hennes Heijhmans | Manageur |  |

### Rainbow Six Siege
G2 Esports se lance dans Rainbow Six Siege le 10 août 2018, en achetant l'équipe de Penta Sports. Cette équipe fait partie des meilleures du monde en étant les doubles vainqueurs du Six Invitational 2018 et 2019, plus de nombreuses Pro League[réf. obsolète].
Enfin, ils remportent le Six Major Paris 2018 sur un 3-0 contre les américains de Evil Geniuses.
Après des résultats plus que mitigés entre 2020 et 2022 et de nombreux changements de roaster, ils remportent le Six Invitational en février 2023, en battant en grande finale W7M, l'équipe favorite du tournoi. Ils se qualifient pour les deux majors cette année-là en étant éliminé à chaque fois pendant les play off.
Ils commencent l'année 2024 avec le traditionnel Six Invitational, qui se déroule à São Paulo au Brésil. Après une défaite rapide dans l'uper bracket, ils se retrouvent dans l'obligation de remonter quasiment tout le lower bracket pour aller en grande finale. Leur route s'arrête en demi-finale contre les futurs vainqueurs W7M sur un cinglant 7-1 7-3. Ils commencent l'EUL avec le même roaster que pendant ce tournoi.
L’équipe G2 Esports est actuellement composée de   :
| \| Nat. \| Pseudo \| Nom \| Date d'entrée \| \| ---- \| ------ \| ------------------ \| ------------- \| \| \| Alem4o \| Karl Azevedo Zarth \| 11 mars 2022 \| \| \| Doki \| Jack Robertson \| 11 mars 2022 \| \| \| UUNO \| Aleksi Työppönen \| 24 août 2023 \| \| \| BlaZ \| Alexandre Thomas \| 17 juin 2024 \| \| \| Loira \| Roberto Camargo \| 17 juin 2024 \| |        |                    |               |
| Nat. | Pseudo | Nom                | Date d'entrée |
| | Alem4o | Karl Azevedo Zarth | 11 mars 2022  |
| | Doki   | Jack Robertson     | 11 mars 2022  |
| | UUNO   | Aleksi Työppönen   | 24 août 2023  |
| | BlaZ   | Alexandre Thomas   | 17 juin 2024  |
| | Loira  | Roberto Camargo    | 17 juin 2024  |

### Valorant

#### Première équipe
Seulement quelques jours après la sortie officielle du jeu Valorant, G2 annonce son premier joueur Óscar « mixwell » Cañellas  Colocho, le 16 juin 2020 .
Très actif dès les débuts compétitifs du jeu, il domine l'Europe en remportant 6 des 7 tournois de la série Embrasement, une série de tournois organisée par Riot Games(le premier tournoi étant remporté par la Team Mixwell).
G2 échoue en demi-finale du tournoi First Strike, après avoir été éliminé puis repéché à la suite de la disqualification de Guild, ils sont battus par le futur vainqueur Team Heretics.
2021 commence par la mise sur le banc de David « davidp » Prins remplacé par Aleksander « zeek » Zygmuntn, un résultat payant car il renoue avec la victoire en gagnant le Red Bull Home Ground mais de courte durée car il n'arriveront pas à se qualifier pour le premier Masters de Valorant à Reykjavík. L'équipe se restructure autour de mixwell et pyth avec les recrutements de nukkye, AvovA et koldamenta. Le français Wassim « keloqz » Cista   remplace finalement pyth et l'équipe se qualifie pour le second Master à Berlin: terminant 3-4e battue 2-0 par Gambit Esports, mais rate la qualification pour les VCT Champions.
La saison 2022 commence à nouveau avec du mouvement et le recrutement de 3 anciens joueurs de Giants Gaming, mixwell est mis sur le banc mais il est finalement réintégré peu avant le départ de keloqz chez Heretics.
| Nat. | Pseudo  | Nom                      | Rôle             | Date d'entrée    |
| ---- | ------- | ------------------------ | ---------------- | ---------------- |
|      | nukkye  | Žygimantas Chmieliauskas | Joueur           | 2 juin 2021      |
|      | AvovA   | Auni Chahade             | Joueur           | 2 juin 2021      |
|      | hoody   | Aaro Peltokangas         | Joueur           | 23 décembre 2021 |
|      | Meddo   | Johan Renbjörk Lundborg  | Joueur           | 23 décembre 2021 |
|      | mixwell | Óscar Cañellas Colocho   | Joueur / Inactif | 16 juin 2020     |

|  | pipsoN | Daniil Meshcheryakov | Coach | 23 décembre 2021 |

| Pseudo     | Nom                         | Date d'arrivée  | Date de départ    |
| ---------- | --------------------------- | --------------- | ----------------- |
| keloqz     | Wassim Cista                | 2 juin 2021     | 25 février 2021   |
| koldamenta | Jose Luis Aranguren Herrero | 2 juin 2021     | 1er décembre 2021 |
| pyth       | Jacob Mourujärvi            | 26 juin 2020    | 13 novembre 2021  |
| paTiTek    | Patryk Fabrowski            | 24 juin 2020    | 2 juin 2021       |
| ardiis     | Ardis Svarenieks            | 3 juillet 2020  | 2 juin 2021       |
| zeek       | Aleksander Zygmunt          | 18 janvier 2021 | 2 juin 2021       |
| ozzy       | Oscar Scott                 | 6 avril 2021    | 20 avril 2021     |
| Davidp     | David Prins                 | 31 juillet 2020 | 5 mars 2021       |

#### G2 Gozen
G2 annonce le 19 octobre 2021, une nouvelle équipe sur le jeu Valorant. Cette équipe est la première équipe de la structure 100% féminine, G2 Gozen, Gozen signifiant "jeune femme" ou "jeune seigneuresse", c'est un titre parfois utilisé pour les femmes samuraïs.
Composée en majorité d'anciennes joueuses de Counter-Strike: Global Offensive, l'équipe s'aligne sur le nouveau circuit féminin créé par Riot Games sur son FPS, les VCT Games Changers. Elles finissent 3e pour leur première sortie, puis remporte les VCT 2021 : Game Changers Séries 3 face à Guild X, s'imposant comme l'une des toutes meilleures équipes de la région EMEA.
L'année 2022 commence également par une victoire contre ces mêmes Guild X lors des VCT 2022 : Game Changers Séries 1. zAAZ décide de prendre sa retraite sportive après une nouvelle victoire des G2 Gozen lors des Game Changers Séries 2. Elle est remplacée par la Bahreïnienne Maryam « Mary » Maher.
| Nat. | Pseudo  | Nom                 | Rôle    | Date d'entrée   |
| ---- | ------- | ------------------- | ------- | --------------- |
|      | juliano | Julia Kiran         | Joueuse | 19 octobre 2021 |
|      | Petra   | Petra Stoker        | Joueuse | 19 octobre 2021 |
|      | mimi    | Michaela Lintrup    | Joueuse | 19 octobre 2021 |
|      | Glance  | Anastasia Anisimova | Joueuse | 6 janvier 2022  |
|      | Mary    | Maryam Maher        | Joueuse | 19 mai 2022     |

|  | Carcass | Robertas Mikuckis | Coach | 17 octobre 2021 |

| Pseudo | Nom            | Date d'arrivée   | Date de départ   |
| ------ | -------------- | ---------------- | ---------------- |
| zAAZ   | Zainab Turkie  | 19 octobre 2021  | 19 mai 2022      |
| aNNja  | Anja Vasalic   | 19 octobre 2021  | 20 janvier 2022  |
| Cille  | Cecilie Kallio | 12 novembre 2021 | 22 novembre 2021 |

### Halo Infinite
G2 Esports annonce son équipe le 13 novembre 2021, l'équipe s'aligne sur les Halo Championship Series (HCS) nord-américain, le circuit majeur d'Halo Infinite dont ils sont un membre partenaire.
| Nat. | Pseudo    | Nom                | Rôle   | Date d'entrée    |
| ---- | --------- | ------------------ | ------ | ---------------- |
|      | Tusk      | Daniel Ruiz        | Joueur | 13 novembre 2021 |
|      | Sabinater | Sabur Hakimi       | Joueur | 13 novembre 2021 |
|      | Gilkey    | Christopher Gilkey | Joueur | 13 novembre 2021 |
|      | Str8 Sick | Cory Sloss         | Joueur | 2 janvier 2022   |

|  | Calloussss | Lazaro de los Reyes Sanchez | Coach | 13 novembre 2021 |

| Pseudo | Nom             | Date d'arrivée   | Date de départ |
| ------ | --------------- | ---------------- | -------------- |
| Articc | Uriah Legorreta | 13 novembre 2021 | 2 janvier 2022 |

## Anciennes divisions

### Super Smash Bros. Melee
G2 Esports signe Weston Dennis alias « Westballz » le 11 juillet 2016[réf. obsolète].
Westballz quitte l'équipe en avril 2019, après plusieurs mois de résultats décevants.

## Palmarès
| Counter-Strike: Global Offensive | League of Legends | Rainbow Six Siege | Rocket League |
| --- | --- | --- | --- |
| - ECS saison 1 - Champion le 21 juin 2016 - shox, ScreaM, RPK, SmithZz, bodyy - DreamHack Open Tours 2017 - Vainqueur le 8 mai 2017 - shox, kennyS, NBK-, apEX, bodyy - ESL Pro League Season 5 - Vainqueur le 4 juin 2017 - shox, kennyS, NBK-, apEX, bodyy - DreamHack Masters Malmö 2017 - Vainqueur le 3 septembre 2017 - shox, kennyS, NBK-, apEX, bodyy - Champions Cup Finals - Vainqueur le 22 décembre 2019 - Nexa, kennyS, Hunter, Jackz, Amanek - BLAST Premier: World Final 2022 - Vainqueur le 18 decembre 2022 - jks, huNter, Niko, mONESY, Hooxi - Intel Extreme Masters Katowice 2023 - Vainqueur le 12 février 2023 - jks, huNter, Niko, mONESY, Hooxi - Intel Extreme Masters Cologne 2023 - Vainqueur le 8 aout 2023 - jks, huNter, Niko, mONESY, Hooxi | - EU LCS Spring 2016 - Vainqueur le 17 avril 2016 - Kikis, Trick, Perkz, Emperor, Hybrid - EU LCS Summer 2016 - Vainqueur le 28 août 2016 - Perkz, Trick, Expect, Zven, mithy - EU LCS Spring 2017 - Vainqueur le 23 avril 2017 - Perkz, Trick, Expect, Zven, mithy - EU LCS Summer 2017 - Vainqueur le 3 septembre 2017 - Perkz, Trick, Expect, Zven, mithy - LEC Spring Split 2019 - Vainqueur le 14 avril 2019 - Wunder, Jankos, Caps, Perkz, Mikyx - MSI 2019 - Vainqueur le 19 mai 2019 - Wunder, Jankos, Caps, Perkz, Mikyx - LEC Summer Split 2019 - Vainqueur le 8 septembre 2019 - Wunder, Jankos, Caps, Perkz, Mikyx - LEC Spring Split 2020 - Vainqueur le 19 avril 2020 - Wunder, Jankos, Caps, Perkz, Mikyx - LEC Summer Split 2020 - Vainqueur le 6 septembre 2020 - Wunder, Jankos, Caps, Perkz, Mikyx - LEC Spring Split 2022 - Vainqueur le 10 Avril 2022 - BrokenBlade, Jankos, Caps, Flakked, Targamas - LEC Winter Split 2023 - Vainqueur le 26 février 2023 - BrokenBlade, Yike, Caps, HansSama, Mikyx - LEC Summer Split 2023 - Vainqueur le 30 juillet 2023 - BrokenBlade, Yike, Caps, Hans Sama, Mikyx - LEC Seasons Finals 2023 - Vainqueur le 10 Septembre 2023 - BrokenBlade, Yike, Caps, Hans Sama, Mikyx - LEC Winter Split 2024 - Vainqueur le 18 février 2024 - BrokenBlade, Yike, Caps, Hans Sama, Mikyx - LEC Spring Split 2024 - Vainqueur le 14 avril 2024 - BrokenBlade, Yike, Caps, Hans Sama, Mikyx | - Six Major Paris 2018 - Vainqueur le 19 août 2018 - Fabian, Goga, jNSzki, Kantoraketti, Pengu - Pro League Season 8 - Europe - Vainqueur le 25 octobre 2018 - Fabian, Goga, jNSzki, Kantoraketti, Pengu - Cyberathlete Championship Series Season 4: Europe - Qualifier #1 - Vainqueur le 14 novembre 2018 - Fabian, Goga, jNSzki, Kantoraketti, Pengu - Pro League Season 8 - Finals - Vainqueur le 18 novembre 2018 - Fabian, Goga, jNSzki, Kantoraketti, Pengu - DreamHack Winter 2018 - Vainqueur le 02 décembre 2018 - Fabian, Goga, jNSzki, Kantoraketti, Pengu - Six Invitational 2019 - Vainqueur le 17 février 2019 - Fabian, Goga, jNSzki, Kantoraketti, Pengu - GSA League 2020: Finals - Vainqueur le 23 août janvier 2020 - CTZN, UUNOMEISTER, Virtue, Kantoraketti, Pengu - European League 2020 - Finals - Vainqueur le 17 janvier 2021 - CTZN, UUNOMEISTER, Virtue, Kantoraketti, Pengu - Six Invitational 2023 - Vainqueur le 19 février 2023 - Virtue, Alem4o, Doki, Blurr, Benjamaster | - RLCS Season 2: NA - Vainqueur le 8 octobre 2016 - Rizzo, Kronovi, JKnaps - RLCS summer - Vainqueur le 25 juin 2017 - Rizzo, Kronovi, JKnaps - Eleague Cup - Vainqueur le 3 décembre 2017 - Rizzo, Kronovi, JKnaps - RLCS saison 5: NA - Vainqueur le 21 avril 2018 - Rizzo, Kronovi, JKnaps - RLCS Season 9: NA - Vainqueur le 21 mars 2020 - Rizzo, Chicago , JKnaps - RLCS Spring Series: NA - Vainqueur le 26 avril 2020 - Rizzo, Chicago , JKnaps - RLCS 2021-22 - Winter Split Major - JKnaps, Chicago, Atomic - RLCS 2024 - Major 1: NA Open Qualifier 1 - Atomic, Daniel, BeastMode - RLCS 2024 - Major 1: NA Open Qualifier 2 - Atomic, Daniel, BeastMode |
| Valorant | Fortnite | | |
| - VCT 2021 : Game Changer Series 3 - Vainqueur le 21 novembre 2021 - juliano, zAAz, Petra, mimi, Cille - VCT 2022 : Game Changer Series 1 - Vainqueur le 6 février 2022 - juliano, zAAz, Petra, mimi, Glance - VCT 2022 : Game Changer Series 2 - Vainqueur le 8 mai 2022 - juliano, zAAz, Petra, mimi, Glance - VCT 2022: Game Changers Championship - Juliano, Petra, mimi, Glance, Mary - VCT 2023: Game Changers EMEA Stage 1 - Petra, mimi, Glance, Mary, roxi - VCT 2023: Game Changers EMEA Stage 2 - Petra, mimi, Glance, roxi, sarah - VCT 2024: Game Changers EMEA Stage 1 - Petra, mimi, amy, rezq, Vania - Red Bull Instalock - Petra, mimi, amy, rezq, Vania                                                                                                  | | | |